# Mohammed bin Faysal Al Sa'ud
Moḥammed bin Fayṣal Āl Saʿūd (in arabo محمد الفيصل بن عبد العزيز آل سعود‎?; Ta'if, 1937 – Riad, 14 gennaio 2017) è stato un principe, politico, imprenditore e banchiere saudita, membro della famiglia reale Āl Saʿūd.

## Primi anni di vita e formazione
Mohammed bin Faysal è nato a Ta'if nel 1937 ed era il figlio maggiore di re Faysal e Iffat Al-Thunayan. Era fratello germano dei principi Sa'ud e Turki e delle principesse Lolowah, Sara e Haifa.
Mohammed è stato il primo dei suoi fratelli a studiare all'estero. Ha frequentato sia la Lawrenceville School che la Hun School. Si è poi iscritto allo Swarthmore College e ha conseguito un Bachelor of Science in Business Administration presso il Menlo College in California.

## Carriera iniziale
Il principe Mohammed ha iniziato la sua carriera presso l'Agenzia monetaria saudita. Nel 1964, è stato trasferito al ministero dell'acqua e dell'agricoltura. Nel 1970 è stato nominato direttore del dipartimento della conversione dell'acqua salina. Ha contribuito alla formazione del programma di desalinizzazione dell'acqua. In seguito, nel 1974, è stato nominato vice ministro dell'acqua e dell'agricoltura con delega alle questioni relative all'acqua salina. Nel novembre dello stesso anno, è stato nominato governatore della neonata società pubblica che si occupava della conversione dell'acqua. Si è dimesso da questi incarichi nel luglio 1977.

## Attività commerciali
Il principe Mohammed ha cominciato a dedicarsi all'imprenditoria dopo le sue dimissioni dagli incarichi di governo. Durante questo periodo ha finanziato uno studio sulla fattibilità di trasportare iceberg antartici a La Mecca per ricavare da essi acqua potabile. Ha anche fondato una ditta con questo obiettivo, la Iceberg Transport International. Il 17 ottobre 1977, ha presentato la sua proposta in una conferenza a Londra. Nonostante, il suo piano fosse il più promettente fra quelli discussi, i risultati dello studio hanno indicato che non era fattibile, dal momento che nessun iceberg sarebbe potuto sopravvivere a lungo nelle zone equatoriali.
I suoi investimenti più significativi erano nel settore bancario e finanziario e lui è stato uno dei pionieri del settore bancario islamico. È uno dei cittadini sauditi, che ha investito in Egitto, infatti è il fondatore della Faysal Islamic Bank of Egypt, istituita a Il Cairo nel 1977. La banca è stata lanciata ufficialmente nel 1979. Sempre nel 1977, è stata inaugurata anche una filiale sudanese dell'istituto. Nel 1981, ha fondato anche la Dar al-Maal al-Islami Trust (gruppo DMI). Questo è stato fondato a Ginevra, ed è un'organizzazione finanziaria internazionale che raggruppa 55 banche islamiche. Il gruppo DMI ha sede nelle Bahamas e incorpora società con un portafoglio di banche islamiche in Bahrein, Niger, Egitto e Pakistan. Nel 1990, ha fondato anche la Faysal Private Bank, istituzione pioniera nel settore bancario della finanza islamica. Il principe Mohammed è presidente del suo consiglio di amministrazione e del gruppo Islamic Finance. La Faysal Private Bank ha filiali in diversi paesi, tra cui la Svizzera. Alla succursale nel paese alpino è stata rilasciata una licenza dalla Commissione federale delle banche (FINMA) nel mese di agosto del 2006. Il principe Mohammed è stato presidente della Banca islamica per lo sviluppo, che ha sede a Gedda ed è stata istituita nel 1975.
Oltre a quelle operanti nel settore bancario, il principe Mohammed aveva partecipazioni in altre imprese. Egli era azionista della Saudi and Gulf Enterprise Ltd. che ha sede a Gedda.

## Altri incarichi
Il principe Mohammed era presidente del consiglio di amministrazione della Fondazione Re Faysal e membro del consiglio dei fondatori e dei garanti dell'Università Effat.

## Polemica
A seguito degli attacchi terroristici dell'11 settembre, le famiglie delle vittime hanno fatto causa al principe Mohammed e ad altri due membri della Casa di Sa'ud, ovvero i principi Sultan e Turki bin Faysal, in aggiunta ad altre persone che hanno accusato di finanziare Al-Qaida. Nel 2009, ulteriori prove erano state raccolte dalle famiglie. Un avvocato di Washington, Michael Kellogg, ha rappresentato il principe nella causa. Le istanze sono state poi rigettate da un giudice federale degli Stati Uniti per insufficienza di prove.

## Vita personale
Mohammed bin Faysal era sposato con Muna bint Abd al-Rahman bin Azzam Pasha, figlia del diplomatico egiziano 'Abd al-Rahman 'Azzam. Dal matrimonio sono nati tre figli: Amr, Maha e Reema. Anche suo figlio Amr è imprenditore finanziario.
Nel 2009 è stato inserito nella lista dei 500 musulmani più importanti nella comprensione con i cristiani sviluppata dall'Università di Georgetown.

## Morte e funerale
Mohammed bin Faysal è morto a Riad il 14 gennaio 2017. La preghiere funebri si sono tenute il 16 gennaio nella Grande Moschea di La Mecca dopo la preghiera del pomeriggio. La salma è stata poi sepolta nel cimitero al-Adl della città.